# Zeche Kronprinz
Die Zeche Kronprinz war ein Steinkohlen-Bergwerk in Mülheim an der Ruhr und Essen.
Der Grubenfeldbesitz „Kronprinz“ befand sich im Bereich der Gemarkungen Mellinghofen, Frohnhausen und Schönebeck des Mülheimer und Essener Stadtgebietes.

## Geschichte

### Zeche Kronprinz
Die Grubenfelder wurden 1835 von Franz Haniel gemutet. Man begann 1837 mit dem Abteufen des Schachtes Kronprinz in Schönebeck, der 1838 das Steinkohlengebirge erreichte. Wenige Jahre zuvor (1834) war es Franz Haniel mit dem südlich der Lockstraße gelegenen Schacht Franz erstmals gelungen, die Mergelschicht zu durchteufen. Die Zeche „Kronprinz“ wurde mit einer von der Hüttengewerkschaft Jacobi, Haniel & Huyssen (JHH) gebauten Dampfmaschine zur Wasserhaltung ausgerüstet.
Die technischen Vorrichtungen waren für einen sinnvollen Ausbau der Schachtanlage nicht ausreichend. Dies führte im Jahre 1845 zur Stilllegung des Schachtes.

### Schacht Kronprinz
1899/1900 kaufte der Mülheimer Bergwerks-Verein das Grubenfeld und ließ in den Jahren 1901 bis 1903 im Grubenfeld Kronprinz an der oberen Aktienstraße einen neuen Schacht abteufen, um die Kohleförderung aus diesem Grubenfeld aufzunehmen.
Ab 1901 entstanden auch Schmiede, Schreinerei, Magazin, Waschkaue, Büro, Maschinenhaus und Kesselhaus. Außerdem wurden ein 20 Meter hoher Kamin, ein Schachtgerüst, Fördergebäude und eine Drahtseilbahn gebaut, die von der Zeche zum Verladen an der Eisenbahnstation „Heißen II“ führte.
Nachdem vom „Schacht Kronprinz“ ein Durchschlag zum Grubenfeld der Schachtanlage „Rosenblumendelle 1 / 2“ hergestellt worden war, konnte die Kohle dort zutage gebracht werden. Die Kohleförderung auf „Schacht Kronprinz“ wurde deshalb aufgegeben. Als Wetterschacht blieb „Schacht Kronprinz“ mit seinen Einrichtungen über Tage aber in Betrieb, zumal die Bergleute hier sowohl zu den Grubenfeldern der „Rosenblumendelle“ als auch von „Kronprinz“ einfuhren. Die Drahtseilbahn wurde aber nicht mehr gebraucht und einige Zeit später abgebaut.
Die Kohlekrise Ende der 1950er-Jahre führte zum Aus von „Kronprinz“. Im Jahr 1961 kam es zur Einstellung der Seilfahrt. „Schacht Kronprinz“ wurde nur noch zur Bewetterung der Zeche „Rosenblumendelle“ genutzt. Seine Demontage und der Abbau seiner Betriebsgebäude setzten ein. Heute ist das ehemalige Zechengelände Teil eines gemischten Wohn- und Gewerbegebiets.

## Heutiger Zustand
Heute erinnert am Standort des Schachtes Kronprinz eine Gedenktafel an die Zeche, allerdings mit fehlerhaften Angaben zur Kohleförderung auf „Schacht Kronprinz“. Zudem erinnern einige Straßennamen im heutigen Stadtteil Schönebeck, wie die Straße „An der Seilbahn“ sowie die Schacht-Franz- und die Schacht-Kronprinz-Straße, an die Geschichte der Zeche.